# Algemene verkiezingen in Liberia (mei 1871)

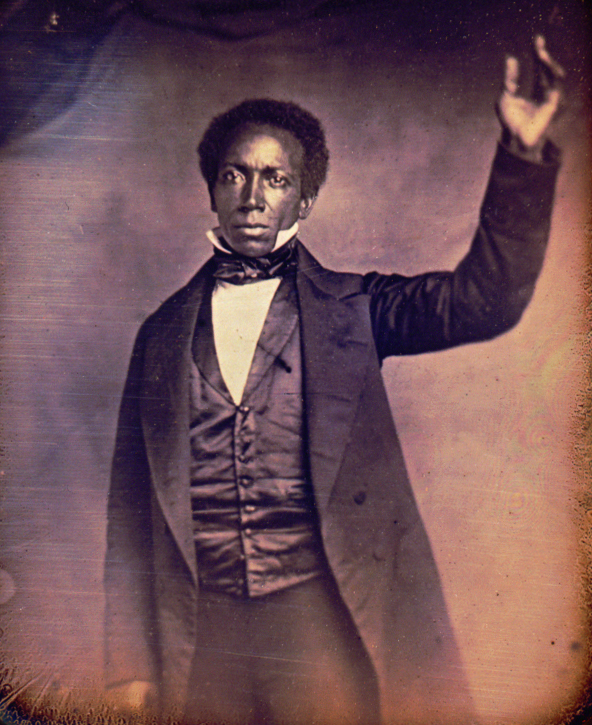
President Edward James Roye.

De algemene verkiezingen in Liberia van 1871 vonden in mei van dat jaar plaats. Zittend president Edward James Roye van de True Whig Party werd na een verhitte campagne herkozen. Exacte data, zoals opkomst, stemverdeling e.d., ontbreken echter goeddeels. Naast presidentsverkiezingen vonden er ook verkiezingen plaats voor het Huis van Afgevaardigden en de Senaat.
| Uitgebrachte stemmen |
| 1.305                |
| Bron: Abbasiattai    |

## Nasleep
Na zijn verkiezing amendeerde president Roye de grondwet conform de resultaten van het referendum van 1869 waarin 99% van de bevolking zich uitsprak voor de verlenging van het presidentiële termijn van twee naar vier jaar. De oppositie, gevormd door de Republican Party, weigerde echter de uitslag van het referendum van 1869 te erkennen en verwees naar de uitslag van het referendum van 1870 waar volgens de republikeinen meer dan twee derde van de kiezers zich had uitgesproken tegen een grondwetswijziging. De uitslag van dit tweede referendum, waarbij de stemmen werden geteld door de republikeinen gecontroleerde Senaat, is echter nooit openbaar gemaakt door diezelfde Senaat, waardoor president Roye zich niet gebonden voelde aan de resultaten van het tweede referendum. Roye gaf te kennen dat zijn ambtstermijn over vier jaar zou aflopen, i.p.v. over twee jaar. Een door de republikeinen georkestreerde staatsgreep maakte in oktober 1871 een einde aan het bewind van Roye waarop hij werd gevangengezet en in februari 1871, na uit de gevangenis te zijn ontsnapt, werd vermoord.
In december 1871 werd oud-president Joseph Jenkins Roberts unaniem door het parlement gekozen tot president.